# Les Silences de la forêt
Production
Diffusion
Les Silences de la forêt (hangeul : 아무도 없는 숲속에서 ; RR : amudo eobsneun supsog-eseo ; MR : amudo ŏmnŭn supsogesŏ ; litt. « dans la forêt où il n'y a personne ») est une mini-série télévisée sud-coréenne en huit épisodes de 60 minutes, créée par Son Ho-young et Mo Wan-il, et diffusée le 23 août 2024 sur la plateforme Netflix,.

## Synopsis
Les silences de la forêt se déroule dans une ville forestière isolée, à quelques heures de route de Séoul, où Jeon Yeong-ha a passé les dernières années. À la suite de la maladie en phase terminale de sa femme bien-aimée, Yeong-ha s'est installé dans ce lieu tranquille, réalisant ainsi le rêve de celle-ci de vivre dans une belle maison isolée, entourée par la nature. Après son décès, il a choisi de rester dans la ville, dans une modeste maison adjacente à la villa qu'il exploite aujourd'hui comme location de vacances. Sa fille, Ui-seon, le presse souvent de retourner à Séoul pour vivre avec elle et son fiancé, mais Yeong-ha trouve du réconfort dans la gestion de la location avec son meilleur ami, Yong-chae. Cependant, Yeong-ha n'a pas la volonté de s'engager pleinement dans l'entreprise, comptant sur Yong-chae pour l'encourager à promouvoir la propriété en ligne afin d'attirer plus de clients.
Dans ce contexte, une jeune femme nommée Seong-ah arrive à la location avec son fils, Si-hyeon. Bien qu'elle ait un air mystérieux et réservé, Yeong-ha les accueille sans hésitation. Son sentiment de malaise grandit lorsque Seong-a part tôt le lendemain matin, laissant derrière elle d'inquiétantes taches de sang et une forte odeur d'eau de javel, le plus inquiétant étant qu'elle n'est pas accompagnée de son fils.
Le récit mêle également un incident glaçant survenu il y a plus de vingt ans au Lake View Motel, tenu par Goo Sang-joon et sa femme, Eun-gyeong. Au début des années 2000, l'hospitalité de Sang-jun a pris une tournure sombre lorsqu'il a invité un homme à l'air sérieux, identifié plus tard comme le tueur en série, Hyang-cheol, à passer la nuit chez lui. Bien qu'il s'agisse d'une période hors saison et qu'il soit désespérément à la recherche de clients, Sang-jeon a offert à son invité la meilleure chambre pour un prix symbolique. Cette décision fatidique a brisé la vie de Sang-jun lorsque Hyang-cheol a commis un meurtre brutal dans l'enceinte du motel. Bien que le tueur soit rapidement appréhendé, la réputation du motel est irrémédiablement entachée.
Alors que le spectre du crime plane sur les deux lignes temporelles, un fil conducteur singulier les relie : l'officier Yoon Bo-min. Dotée d'un talent inné pour résoudre les crimes, Yoon Bo-min a commencé sa carrière au poste de police de Hosu quelques jours avant l'acte horrible de Hyang-cheol. Elle a été témoin du déclin du motel et de l'impact profond du meurtre sur Goo Sang-joon et sa famille. Aujourd'hui, en tant qu'officier de haut rang retournant au même poste, elle commence à observer le comportement troublant de Yeong-ha et de son énigmatique invité, Seong-a, laissant entrevoir un mystère plus profond et entremêlé qui n'attend que d'être élucidé.

## Distribution

### Acteurs principaux
- Kim Yoon-seok : Jeon Yeong-ha, propriétaire retraité d'une grande maison devenue location de vacances[3],[4]
- Yoon Kye-sang : Goo Sang-joon, propriétaire d'un hotel[5],[4]
- Go Min-si : Yoo Seong-ah, femme mystérieuse[4]
- Lee Jung-eun : Yoon Bo-min[6], chef du commissariat, gardant un œil sur Jeon Yeong-ha[4]
  - Ha Yoon-kyung : Yoon Bo-min, jeune, cheffe de l'unité des crimes majeurs[7]

### Acteurs secondaires
- Park Ji-hwan (en) : Park Jong-doo, ami de Sang-joon[8]
- Park Chan-yeol : Goo Gi-ho, fils de Sang-joon
  - Choi Jeong-hoo : Goo Gi-ho, jeune
- Ryu Hyun-kyung : Seo Eun-kyeong, épouse de Sang-joon et mère de Gi-ho
- Cha Mi-kyung (en) : Kim Kyeong-ok, mère de Jong-du
- Hong Ki-joon (ko) : Ji Hyang-cheol, tueur en série
- Lee Nam-hee (ko) : Park Yong-chae, meilleur ami de Jeon Yeong-ha
- Lee Sung-wook (en) : Choi Kyeong-nam
- Nam Ji-woo : Song Ji-soo
- Jo Yeo-joon : Ha Si-hyeon, fils de Yoo Seong-ah
- Lee Seung-cheol (ko) : le chef Yoo
- Jo Ah-ra (ko) : le chef Choi
- Kim Jong-tae (ko) : l'inspecteur Kang
- Ahn Sang-woo (ko) : Choi Jeong-ho
- Jo Eun-soul : Kim Seon-tae
- Lee Do-guk (ko) : le chef de police

### Apparitions exceptionnelles
- Joo In-young (en) : la propriétaire du restaurant
- Kim Sung-ryung (en) : Lee Seong-ran, épouse de Yeong-ha
- Roh Yoon-seo (en) : Jeon Eui-seon, la pharmacienne, fille de Yeong-ha et Seong-ran
- Jang Seung-jo (en) : Ha Jae-sik, ex-mari de Yoo Seong-ah

## Production

### Développement
Début novembre 2022, la mini-série en huit épisodes est planifiée par Mo Wan-il qui en est également le réalisateur et écrite par Son Ho-young, récemment récompensé du prix d'Excellence lors de la compétition des nouveaux scénaristes de l'année précédente.
Elle est produit par les sociétés Studio Lululala (SLL) et Studio Flow.
Netflix gère la diffusion dans plus de 190 pays à travers le monde et la diffuse en exclusivité le 23 août 2024,.

### Attribution des rôles
|  |

Début novembre 2022,  Kim Yoon-seok, qui revient au petit écran seize après la série Love Me When You Can (있을때 잘해, 2006), et Yoon Kye-sang sont pressentis pour les rôles principaux, l'un, Jeon Yeong-ha, profite sa vie retraitée au fond des bois et l'autre, Goo Sang-joon, après la crise du Fonds monétaire international, reprend un hotel à la campagne,. Mi-décembre, Go Min-si y participe également pour un rôle principal, celui de Yoo Seong-ah, un personnage mystérieux.
Fin janvier 2023, Lee Jung-eun, selon son agence Will Entertainment, s'est vue offrir un rôle de Yoon Bo-min, chef du commissariat, ainsi que Park Ji-hwan est choisie, début février, pour incarner Jong-doo. Mi-février, Netflix annonce avoir confirmé Kim Yoon-Seok, Yoon Kye-sang, Go Min-si et Lee Jung-eun. Mi-mars, Ha Yoon-kyung est choisie pour interpréter la jeunesse de Yoon Bo-min, alors cheffe de l'unité des crimes majeurs.
Début février 2024, le chanteur Park Chan-yeol y joue au personnage mystérieux.

### Tournage
Le tournage débute en février 2023 à Nonsan (Chungcheong du Sud), d'où se trouvent la forêt récréative d'Onbit, le Alps Motel, le commissariat et l'hôpital Baekje,.

### Fiche technique
Sauf indication contraire ou complémentaire, les informations mentionnées dans cette section peuvent être confirmées par la base de données de KMDb
- Titre original : 아무도 없는 숲속에서
- Titre international : The Frog
- Titre  français : Les Silences de la forêt
- Création : Mo Wan-il (ko) et Son Ho-young
- Réalisation : Mo Wan-il
- Scénario : Son Ho-young
- Musique : Gaemi
- Sociétés de production : Studio Lululala (SLL) et Studio Flow
- Société de distribution : Netflix
- Pays de production :  Corée du Sud
- Langue originale : coréen
- Genre : drame, énigme, policier, thriller
- Durée : de 49 à 68 minutes
- Date de diffusion : Monde : 23 août 2024 sur Netflix

## Épisodes
1. Vous savez comment on appelle les gens comme nous ? (우리 같은 사람들을 뭐라고 하는지 아세요?)
2. Qui viendra frapper à la porte ? (운명의 문을 두드려올 이는 누굴까)
3. Comme si j'avais occupé chacune de vos pensées (마치 그동안 계속 나만 생각한 사람처럼)
4. Je crois qu'elle a tué ce petit garçon (그 여자가 애를 죽인 것 같아요))
5. Dans ce jeu de cache-cache, je suis celle qui cherche (난 그냥 이 재밌는 놀이의 술랩니다)
6. Papa va vite venir te chercher (아빠가 금방 다 해결하고 데리러 갈게)
7. J'irai jusqu'au bout (난 무조건 아저씨랑 끝까지 갈 거고)
8. On a beaucoup de choses à se dire (우리는 할 얘기가 아주 많겠네)